# Bombacha

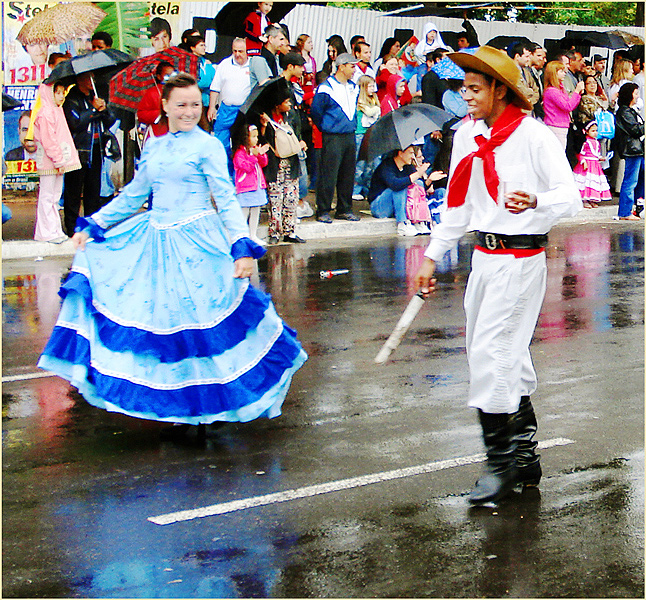
Gaúchos em trajes típicos. Quando o homem usa botas, a bombacha vai por dentro das mesmas, como é mostrado.

A bombacha é uma peça de roupa, calças típicas abotoadas no tornozelo, usada pelos gaúchos. O nome foi adotado do termo espanhol "bombacho", que significa "calças largas".
Pode ser feita de brim, linho, tergal, algodão ou tecidos mesclados; de padrão liso, listrado ou xadrez discreto. As cores podem ser claras ou escuras, fugindo-se de cores agressivas, chocantes e contrastantes.
No Rio Grande do Sul, a bombacha, juntamente com toda a indumentária característica do gaúcho, é considerada traje oficial desde 1989, quando foi aprovada a Lei Estadual da Pilcha  pela Assembléia Legislativa. De acordo com a Lei, a pilcha gaúcha, o conjunto de vestes tradicionais tanto masculino quanto feminino, pode substituir trajes sociais—ex. terno e gravata para os homens e vestidos de tecidos mais nobres para as mulheres, em qualquer ocasião formal que ocorra no Rio Grande do Sul, inclusive reuniões das Assembleias Legislativas estadual e municipais, desde que se observe as recomendações ditadas pelo Movimento Tradicionalista Gaúcho (MTG).

## Origens
A origem do uso da bombacha pelo gaúcho não é precisa. Existem várias versões para a sua origem.
Alguns afirmam que a bombacha foi introduzida por meio do comércio britânico na região do Rio da Prata, por volta de 1860, das sobras dos uniformes usados pelas forças coloniais, que copiavam as vestimentas dos povos conquistados. A bombacha seria, então, de origem turca, ou talvez espólio da Guerra da Criméia (como sustenta uma outra versão).
Há também uma versão que diz que, durante a Invasão Moura na Península Ibérica, a calça larga teria se incorporado ao vestuário do norte da Espanha, na região de Maragateria (também chamada "La Maragateria") e depois trazida para a América do Sul pelos maragatos durante a colonização. Portanto, ela teria origem árabe.
Outra tese afirma que a bombacha teria vindo com os habitantes da Ilha da Madeira.
No Rio Grande do Sul, a vestimenta passou a ser utilizada inicialmente pelos mais pobres, no trabalho nas estâncias, logo após a Guerra do Paraguai, por causa da sua funcionalidade. Posteriormente, disseminou-se entre todas as classes sociais.

## Tipos de bombacha

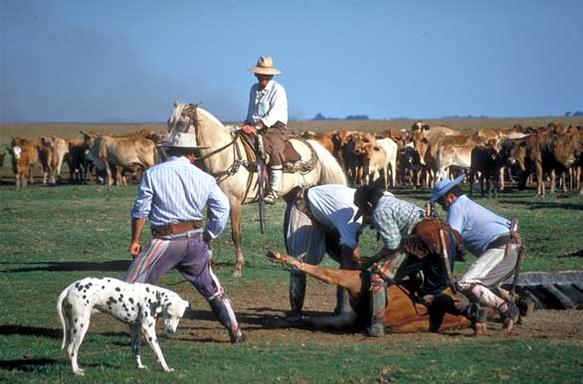
Gaúchos na lida campeira, vestindo bombachas

- Na Fronteira - são largas, com favos-de-mel (adorno na lateral também conhecido como favos-de-abelha ou ninhos); na cintura se usa, na maioria das vezes, uma larga faixa preta de lã grossa; a guaiaca tem uma ou duas fivelas, uma bolsa ao lado esquerdo para o relógio de bolso, uma bolsa maior nas costas para carregar notas de dinheiro, meio-coldre e uma bolsa menor para carregar as moedas; a faca é usada atravessada às costas.

- Na Serra - são estreitas e também possuem favos-de-mel; não se utiliza faixa na cintura; a guaiaca é muitas vezes peluda, o coldre é inteiriço e ao lado esquerdo há um lugar para a faca; as bolsas são encontradas nos mesmos lugares da guaiaca da Fronteira.

- No Planalto e nas Missões - são de largura média e também possuem favos-de-mel na parte lateral; não se utiliza faixa na cintura; a guaiaca é idêntica à usada na Fronteira.

## Etiqueta
De acordo com a Lei Estadual nº 8.813, de 10 de janeiro de 1989, a forma como a indumentária gaúcha tradicional deve ser utilizada deve seguir as recomendações do Movimento Tradicionalista Gaúcho (MTG), considerado a autoridade maior da preservação da cultura gaudéria. Entre os principais pontos, destacam-se:
- a largura das pernas da bombacha devem coincidir com a medida da cintura; ou seja, uma bombacha com 40 cm de cintura deve ter 40 cm de largura em cada perna;
- o uso de favos é opcional;
- deve-se sempre utilizar a bombacha por dentro das botas;
- é vedado o uso de bombachas coloridas ou plissadas, bem como de camisas de cetim e estampadas, de bonés ou boinas e túnicas militares, quando se está vestindo a pilcha gaúcha;
- não é recomendado o conjunto todo em cor preta (botas, bombacha e camisa), caracterizando o que se chama popularmente por zorro;
- é vedado o uso de bombachas por mulheres em ocasiões formais e fandangos.